# 루이스 호프만
루이스 호프만(독일어: Louis Hofmann, 1997년 6월 3일~)은 독일의 배우이다.

## 작품 목록

### 방송
- 다크

### 영화
- 더 저먼 레슨 (2019년)
- 트레킹: 저주의 숲 (2018년)
- 청춘일기 (2016년)
- 생츄어리 (2015년)
- 랜드 오브 마인 (2015년) - 세바스티안 슈만 역
- 톰 소여 (2011년)
- 우리가 볼 수 없는 모든 빛 (2023년) - 베르너 페니히 역